# Burg Shibata
Die Burg Shibata (japanisch 新発田城, Shibata-jō) befindet sich in der Stadt Shibata, Präfektur Niigata. In der Edo-Zeit residierten dort ununterbrochen die Mizoguchi, die mit einem Einkommen von 60.000 Koku zu den kleineren Tozama-Daimyō gehörten.

## Geschichte

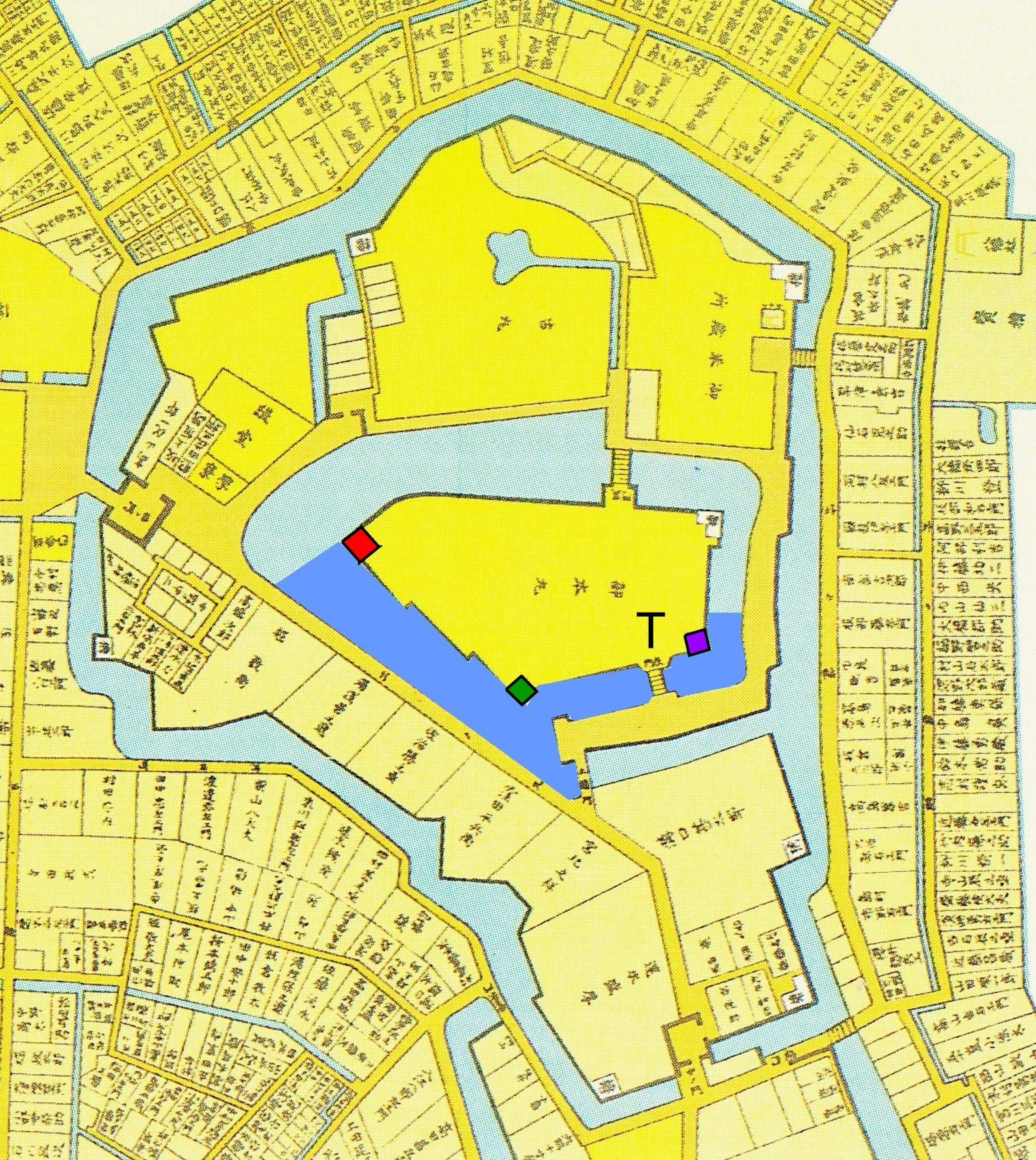
Die Burg um 1800 Dunkelblau: erhaltener Graben T=Omote-mon
Rot=Tatsumi-Wachturm Grün=Ni-no-maru-W. Violett=Tatsumi-W.

Die Burg Shibata wurde in der Kamakura-Zeit von einem Zweig der Sasaki-Genji, die sich Shibata nannten, erbaut. In der Sengoku-Zeit wurde Shibata Shigeie (新発田 重家; 1547–1587), ein Mitglied der Agakita-Gruppe der zu Oda Nobunaga Kontakt aufnahm, durch dessen Gegner Uesugi Kagekatsu (1565–1623) getötet. 1598 übernahm Mizoguchi Hidekatsu (溝口 秀勝; 1548–1610) mit einem Einkommen von 60.000 Koku das Lehen, wohnte zunächst in Ijimino (五十公野) und machte sich daran, die Burg instand zu setzen und die Samurai-Viertel anzulegen. Die Fertigstellung zog sich allerdings über drei Generationen bis 1654 hin.
Um das Zentrum der Burganlage, das Hommaru, wurde von dem „Inneren Graben“ (内堀, Uchibori) umgeben. Das Hommaru war durch Mauern und durch den Tatsumi-Wachturm, den Teppō-Wachturm (鉄砲櫓) und den dreistöckigen Gosangai-Wachturm (御三階櫓) geschützt. Letzterer  übernahm die Funktion des Burgturmes (天守閣, Tenshukaku). Darum herum wurden die weiteren Burgbezirke, das Ni-no-maru und das San-no-maru angelegt. In diesen Bezirken wohnten die engsten Mitarbeiter des Fürsten. Auf der Nordseite des Hommaru wurde ein Teil des Ni-no-maru Furu-maru (古丸, „alte Umfassung“) genannt. Dabei soll es sich um die Reste der der Vorgängerburg gehandelt haben. Der „Äußerer Graben“ (外堀, Sotobori) nutzte einen alten Seitenarm des Shibata-Flusses.
1668 wurde durch einen Großbrand ein Großteil der Gebäude zerstört, und im folgenden Jahr beschädigte ein Erdbeben die Stein- und Erdwälle. Bis 1700 war die Burg aber weitgehend wiederhergestellt.
Nach der Aufgabe der Burg im Zuge der Meiji-Restauration 1868 blieben nur das „Vordere Tor“ (丸表門) des Hommaru und der Wachturm vor dem Ni-no-maru erhalten. Vom Inneren Graben blieb nur der Süd- und Westteil erhalten, der nördliche Teil wurde zum Kasernengelände. Südlich davon wurde ein kleiner Teil des Ni-no-maru zum Park. In den letzten Jahren wurde der Gosangai- und der Tatsumi-Wachturm wieder hergestellt.

## Bilder

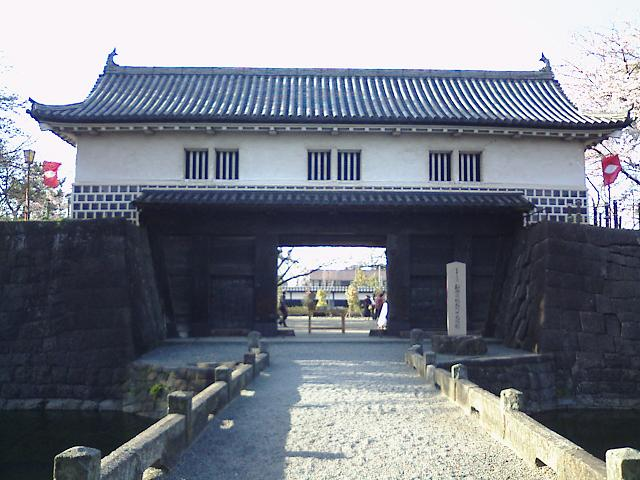
Omote-mon
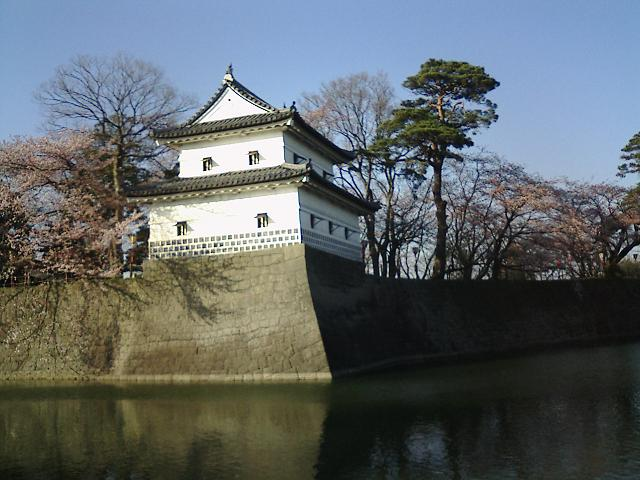
Alter Ni-no-maru-sumi Wachturm
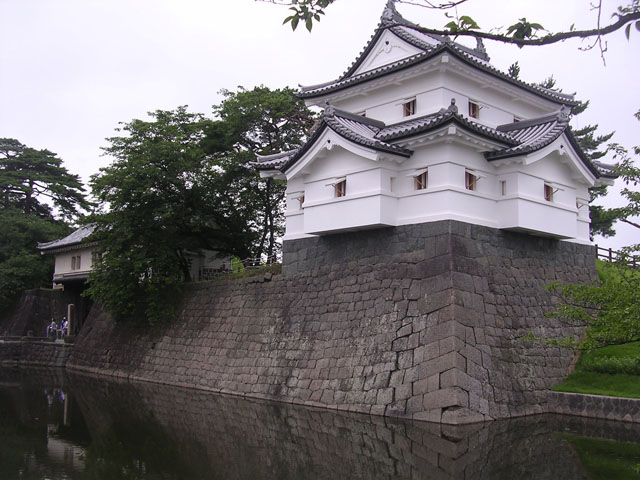
Tatsumi-Wachturm